# Walther Hofer

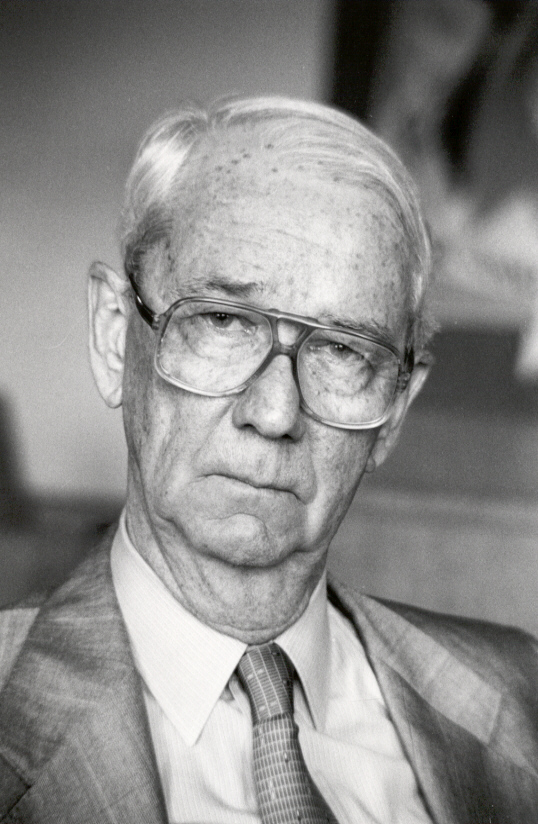
Walther Hofer (1986)

Walther Hofer (* 10. November 1920 in Kappelen; † 1. Juni 2013 in Stettlen) war ein Schweizer Historiker und Politiker (BGB, SVP).

## Leben und Wirken
Hofer, Sohn eines Lehrers und Gemeindeschreibers, studierte von 1939 bis 1946 an den Universitäten Bern und Zürich Geschichte, Philosophie und Germanistik. 1947 wurde er in Zürich mit der Dissertation «Friedrich Meinecke als geschichtlicher Denker» promoviert. Nach seiner Assistentenzeit am Historischen Seminar der Universität Zürich und seiner Tätigkeit als Lehrbeauftragter an der Militärschule der ETH Zürich lehrte er ab 1950 an der Freien Universität Berlin. 1952 wurde er dort mit der Schrift «Die europäischen Mächte und der Ausbruch des zweiten Weltkrieges» habilitiert und 1954 zum außerordentlichen und 1958 zum ordentlichen Professor für Wissenschaft von der Politik mit dem Schwerpunkt Geschichte und Theorie der auswärtigen Politik berufen. Parallel lehrte er an der Deutschen Hochschule für Politik, wo er ab 1954 die Abteilung «Aussenpolitik und Auslandskunde» leitete. 1959/60 lehrte er an der Columbia University in New York. 1960 wurde er von der Universität Bern zum ordentlichen Professor für neuere Geschichte berufen, wo er bis zu seiner Emeritierung 1988 verblieb und das Historische Institut leitete.
1963 wurde Hofer in den Nationalrat gewählt, dem er bis 1979 angehörte. Von 1967 bis 1980 war er Mitglied der Parlamentarischen Versammlung des Europarates und auch Präsident der Politischen Kommission des Europarates. Von 1983 bis 1992 war Hofer Präsident der Auslandschweizer-Organisation. Ausserdem war Hofer Vorstandsmitglied der Schweizerischen Gesellschaft für Aussenpolitik.
Als Gründer der Schweizerischen Fernseh- und Radiovereinigung, des sog. «Hofer-Clubs», stritt Hofer im Geist des Kalten Krieges für eine stärkere Kontrolle der – seiner Ansicht nach – linkslastigen Medienschaffenden.
Neben Büchern und Aufsätzen zur Geschichte des Zweiten Weltkrieges, der internationalen Beziehungen und der Menschenrechte sowie zur Philosophie und Theorie der Geschichte wurde er vor allem mit dem von ihm herausgegebenen und kommentierten auflagenstarken Werk «Der Nationalsozialismus, Dokumente 1933–1945», das 1957 zum ersten Mal als Taschenbuch im Frankfurter Fischer-Verlag erschien, bekannt. Es wurde in acht Sprachen übersetzt. Sein aus der Berliner Habilitationsschrift hervorgegangenes Buch Die Entfesselung des Zweiten Weltkrieges erschien 2007 in sechster Auflage. Es gehöre «seit Jahrzehnten zum Kernbestand der Literatur über das Dritte Reich», schrieb Hofer im Vorwort zur sechsten Auflage. Eine These dieses Buches lautete: «Der Krieg von 1939 ist […] lange geplant, genau vorbereitet und schließlich bewußt ausgelöst worden, vom Führer des Dritten Reiches, in sozusagen alleiniger Verantwortung, allerdings mit diplomatischer Unterstützung der sowjetrussischen Regierung.»
Bei der Kontroverse um die Frage der Täterschaft beim Reichstagsbrand 1933 exponierte sich Hofer ab den 1970er Jahren in zwei zusammen mit Edouard Calic und anderen herausgegebenen Bänden als Vertreter der These einer NS-Täterschaft. Der gegen diese Publikationen erhobene Vorwurf der Quellenfälschung hat die These von der nationalsozialistischen Täterschaft über Jahre diskreditiert. Heinrich August Winkler etwa schrieb: „Den Veröffentlichungen des Internationalen Komitees Luxemburg […] sind so viele Fälschungen nachgewiesen worden, dass sich ihre Zitierung erübrigt.“
Für sein Gesamtwerk erhielt Hofer 1983 das deutsche Grosse Bundesverdienstkreuz.
Hofer ist der Grossvater des Models Tamy Glauser.

## Schriften (Auswahl)
Als Autor
- Geschichtsschreibung und Weltanschauung. Betrachtungen zum Werk Friedrich Meineckes. Oldenbourg, München 1950 (Dissertation, Universität Zürich 1949).
- Die Entfesselung des Zweiten Weltkrieges. Darstellung und Dokumente. Deutsche Verlags-Anstalt, Stuttgart 1954 (Habilitationsschrift unter dem Titel Die europäischen Mächte und der Ausbruch des zweiten Weltkrieges, Freie Universität Berlin, 1952); zuletzt: Lit, Zürich 2007, ISBN 978-3-03-735159-8.
- Geschichte zwischen Philosophie und Politik: Studien zur Problematik des modernen Geschichtsdenkens. Verlag für Recht und Gesellschaft, Basel 1956.
- Perspektiven der Weltpolitik. Fretz & Wasmuth, Zürich 1964.
- Mächte und Kräfte im 20. Jahrhundert: Gesammelte Aufsätze und Reden zum 65. Geburtstag. Hrsg. von Peter Maurer. Neue Zürcher Zeitung, Zürich 1985, ISBN 3-85823-129-0.
- Mit Herbert R. Reginbogin: Hitler, der Westen und die Schweiz 1936–1945. Neue Zürcher Zeitung, Zürich 2001, ISBN 3-85823-882-1.

Als Herausgeber
- Der Nationalsozialismus. Dokumente 1933–1945. Hrsg., eingeleitet und dargestellt von Walther Hofer. Fischer Bücherei, Frankfurt am Main 1957; überarbeitete Neuausgabe: Fischer Taschenbuch-Verlag, Frankfurt am Main 1982, ISBN 3-596-26084-1.
- Friedrich Meinecke: Die Idee der Staatsräson in der neueren Geschichte. Hrsg. und eingeleitet von Walther Hofer. Oldenbourg, München 1957.
- Wissenschaft im Totalen Staat. Hrsg. und eingeleitet von Walther Hofer. Haupt, Bern 1964.
- Europa und die Einheit Deutschlands: Eine Bilanz nach 100 Jahren. Verlag Wissenschaft und Politik, Köln 1970, ISBN 3-8046-8417-3.
- Mit Edouard Calic, Karl Stephan, Friedrich Zipfel (Hrsg.): Der Reichstagsbrand. Eine wissenschaftliche Dokumentation. 2 Bände. Arani, Berlin 1972/1978; Neuauflage: Ahriman, Freiburg im Breisgau 1992, ISBN 3-922774-80-6.

Reden
- Walther Hofer: Der geschichtlichen Wahrheit eine Gasse. (pdf, 67 kB) Gedenkstätte Deutscher Widerstand, 20. Juli 1971 (Gedenkrede von 1971 zum Attentat vom 20. Juli 1944).

Interviews
- Hanspeter Born: Walther Hofer: «Stürme muss man überstehen». In: Die Weltwoche 18/2005. Archiviert vom Original am 24. Dezember 2015 (Interview).
- Rudolf Burger: «Mit den 68ern hatte ich manchen Streit auszufechten». In: Der Bund. 8. November 2010 (Interview).